# فعالیت فراطبیعی ۴
فعالیت فراطبیعی ۴ (به انگلیسی: Paranormal Activity 4) عنوان چهارمین قسمت از سری فیلم‌های ترسناکِ «فعالیت فراطبیعی» است که در سال ۲۰۱۲ میلادی اکران عمومی شد؛ این فیلم در سه روز اول نمایش عمومی خود (در حدود سه هزار سالن نمایش)، موفق به یک فروش خوب ۳۰ میلیون دلاری شد.
این فیلم دنبالهٔ فعالیت فراطبیعی، فعالیت فراطبیعی ۲ و فعالیت فراطبیعی ۳ است.

## خلاصه داستان
دختری ۱۵ ساله به همراه پدر و مادرش در خانه‌ای بزرگ زندگی می‌کنند اما وقتی پسر بچه همسایه به خانه آنها می‌آید همه چیز بهم می‌ریزد…

## دنباله
فعالیت فراطبیعی: نشانه‌گذاری شده‌ها کریستوفر لندون که پیش از این تنها فیلمنامه‌های «فعالیت غیرطبیعی» را می‌نوشت، پنجمین قسمت این مجموعه فیلم با سابقهٔ کمپانی پارامونت را کارگردانی کرده‌است؛ که در سال ۲۰۱۴ منتشر شد.